# Elattoneura souteri
Elattoneura souteri är en trollsländeart som först beskrevs av Fraser 1924.  Elattoneura souteri ingår i släktet Elattoneura och familjen Protoneuridae. IUCN kategoriserar arten globalt som otillräckligt studerad. Inga underarter finns listade i Catalogue of Life.